# Улица Черняховского (Воронеж)
Улица Черняховского — улица в Ленинском районе города Воронеж. Начинается от улицы Лётчика Колесниченко и заканчивается у улицы 30-летия Октября. Улица Черняховского пересекает улицы Маршала Неделина, Матросова. К улице примыкают переулки Молдавский и Лётчиков.

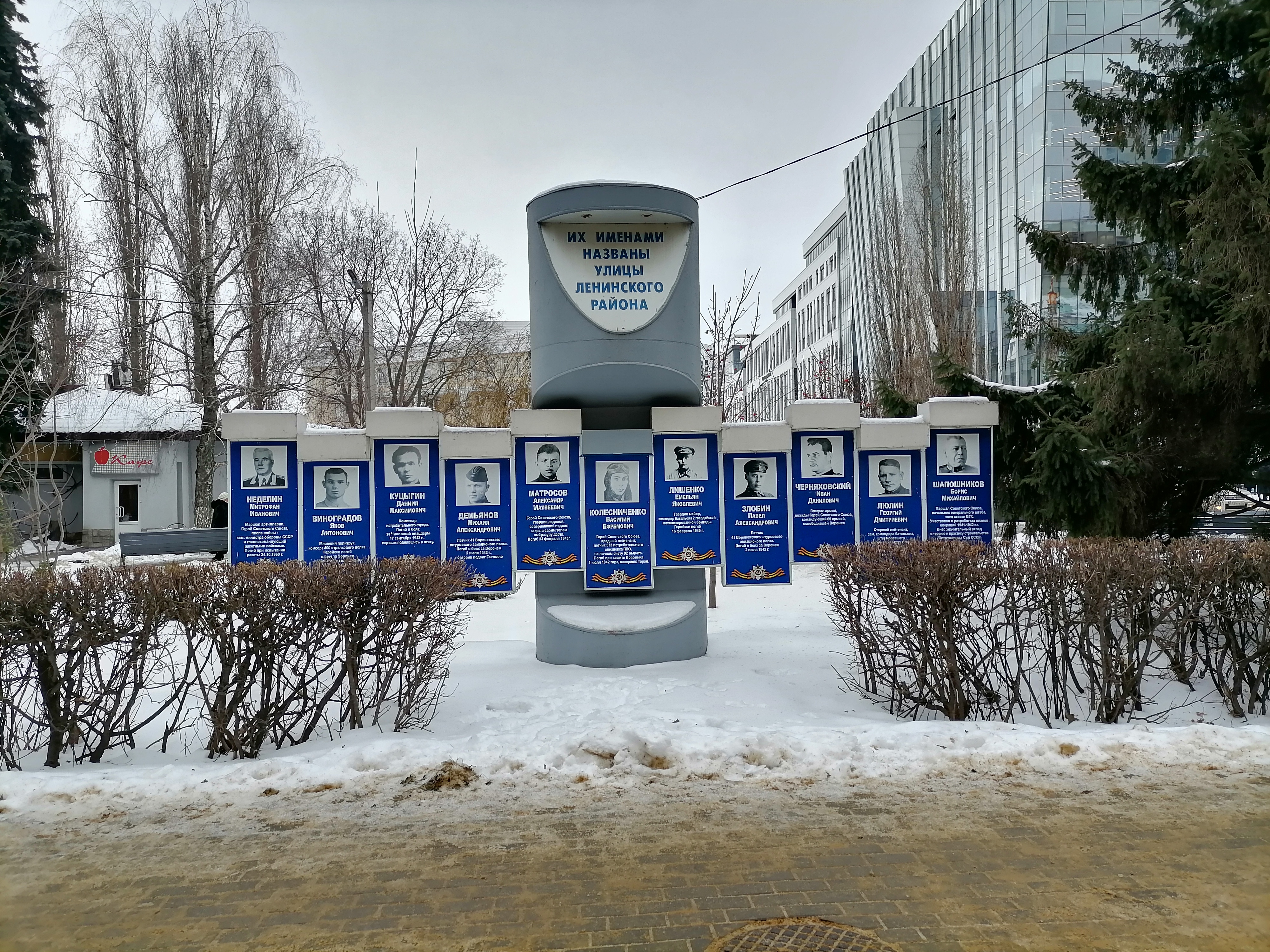
Стенд с названиями улиц, данными в честь героев Великой Отечественной войны. Улица Кирова

Названа в честь генерала Ивана Даниловича Черняховского.
Застройка преимущественно индивидуальная, малоэтажная. В начале улицы несколько многоквартирных домов.  
Общественный транспорт по улице не ходит. 